# Humbert d'Albon (archevêque de Vienne)
Pour les articles homonymes, voir Humbert et Humbert d'Albon.
Humbert d'Albon dit de Grenoble, mort en 1147, est un prélat du XIIe siècle, désigné évêque du Puy, puis archevêque de Vienne. Il est issu de la famille d'Albon.

## Biographie

### Origines
Humbert (Humbertus, Umbertus filius comitis) est le fils de Guigues III, comte d'Albon et de Mathilde (Regina nominate Maheldis). Il est le neveu d'Humbert, évêque de Valence.
Il est mentionné dans un acte du 31 octobre 1110 lors d'une donation de ses parents, avec son accord et celui de son frère, Guigues,.

### Évêque du Puy
Humbert est élu sur le siège du Puy en 1128, avant la fête de l'Annonciation, peut être à la fin de l'année 1127. Il succède à Pons de Tournon. Rocher souligne que la date est « approximative » et qu'elle repose par le document n° XIII, une donation, du Cartulaire de l'abbaye de Pébrac. L'évêque ratifie cette donation le jour de l'Annonciation de l'année 1128 qui se trouve être le 25 mars. Humbert se rend à Rome la même année pour obtenir la confirmation par le pape Honorius II.

### Archevêque de Vienne
Il monte sur le siège archiépiscopal de Vienne, en 1146.

### Mort et sépulture
Selon la nécrologie de Saint-Robert de Cornillon, il meurt le 26 juin (20 novembre) 1147. Son corps est inhumé dans l'église Saint-Pierre de Vienne.